# Lophocalotes
Lophocalotes — рід ігуаноподібних ящірок родини агамових (Agamidae). Представники цього роду мешкають в горах Барісан на заході Суматри (Індонезія).

## Види
Рід Lophocalotes нараховує 2 види:
- Lophocalotes achlios Harvey, Scrivani, Shaney, Hamidy, Kurniawan & E.N. Smith, 2018
- Lophocalotes ludekingi (Bleeker, 1860)

## Етимологія
Наукова назва роду Lophocalotes походить від сполучення слова дав.-гр. λοφος — чуб і наукової назви роду Калот Calotes Cuvier, 1817.